# Paralimnophila (Paralimnophila) neboissi
Paralimnophila (Paralimnophila) neboissi is een tweevleugelige uit de familie steltmuggen (Limoniidae). De soort komt voor in het Australaziatisch gebied.